# NEFL
Тонкий полипептидный нейрофиламент — белок, кодируемый у человека геном NeFL.
Он связан с болезнью Шарко-Мари-Тута 1F и 2E.

## Взаимодействия
NeFL, как было выявлено, взаимодействует с:
- MAP2,[3]
- Протеинкиназа N1,[4] и
- TSC1.[5]